# Carrozzeria Coggiola
La Carrozzeria Coggiola est une entreprise italienne créatrice de carrosseries automobiles créée en 1966 dont le siège est à Turin dans la région du Piémont. L'entreprise est considérée comme l'un des leaders du marché dans la fabrication de prototypes et d'expositions.

## Histoire
C'est en 1966 que Sergio Coggiola, dont le talent pour le design automobile a mûri durant les 14 années passées chez la Carrozzeria Ghia comme designer et responsable du bureau d'études technique, a créé sa propre entreprise de carrosserie et de design.
En 1969, Sergio Coggiola engage une collaboration étroite avec le constructeur suédois Saab Automobile, une longue collaboration qui donnera de bons résultats en ce qui concerne les modèles de série (Saab Sonett III et Saab 9000) et certains prototypes comme, par exemple, le Saab 98 Combi Coupé.
Dans les années 1970, outre sa collaboration avec Saab, Coggiola s'est également intéressé aux études de prototypes. Ainsi naissent des prototypes basés sur Lancia Fulvia, production d'une berline basée sur la Volvo P1800, Pontiac Grand Prix. Coggiola a réalisé le premier prototype de la Volvo 262C, sur la base de la Volvo 164, repris par Jan Wilsgaard pour la conception finale et produite en Italie chez Bertone.
Les années suivantes furent également très actives pour les ateliers de la Carrozzeria Coggiola, qui étudia et construisit de nombreux prototypes comme la Citroën Visa cabriolet et plusieurs prototypes pour Audi. Le prototype pour Renault appelé Mégane date de 1988. Il donnera, quelques années plus tard, son nom à l'un des best-sellers du constructeur français, tout comme le prototype Scénic, deux ans plus tard. On doit également à Coggiola la fabrication du prototype dessiné par Trevor Fiore pour le concept-car Citroën Karin de 1980.
L'une des particularités de la carrosserie Coggiola a toujours été d'étudier la carrosserie en fonction des paramètres relatifs à la sécurité et à sa rigidité à la torsion.
Les années 1990 voient naître des prototypes pour différentes marques : Fiat, Lancia, Opel, Lambroghini Portofino, etc..
Il y a aussi eu des expérimentations sur des bases Mercedes-Benz. Le prototype modulaire VRC était célèbre. C'était une voiture munie d'un toit qui pouvait être démonté et remplacé par un autre de forme différente pour varier le type de carrosserie tout en conservant la même voiture.
Dans la même décennie, il y eut également la mise au point de prototypes pour des marques plus "nobles", réputées pour tout étudier en interne, comme Bentley B2 & B3 et Aston Martin.
Les années 2000 sont également très prolifiques : le prototype T-Rex, un très gros SUV, est significatif, tout comme le prototype Toyota 735N, sorte de monospace au toit très profilé. Coggiola a aussi réalisé les prototypes de la Fiat Punto Surf et le Coggiola T-Rex 2000, un grand break tout-terrain sur un châssis Hummer.
L'activité de la Carrozzeria Coggiola n'est pas seulement dédiée au monde automobile, mais aussi à celui de l'aéronautique, notamment dans le domaine des hélicoptères .
En 2022, la Carrozzeria Coggiola a été intégrée dans le groupe Etioca, spécialiste du transport électrique particulier, notamment un minibus taxi.

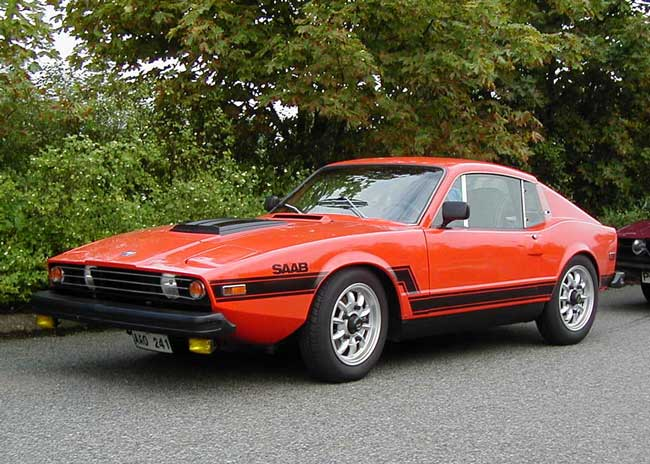
Saab Sonett III
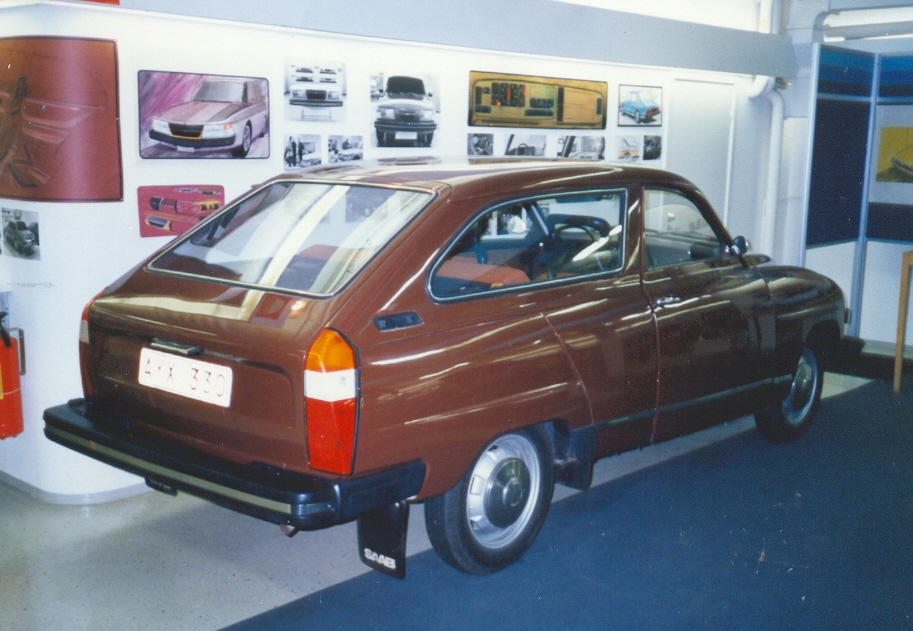
Saab 98
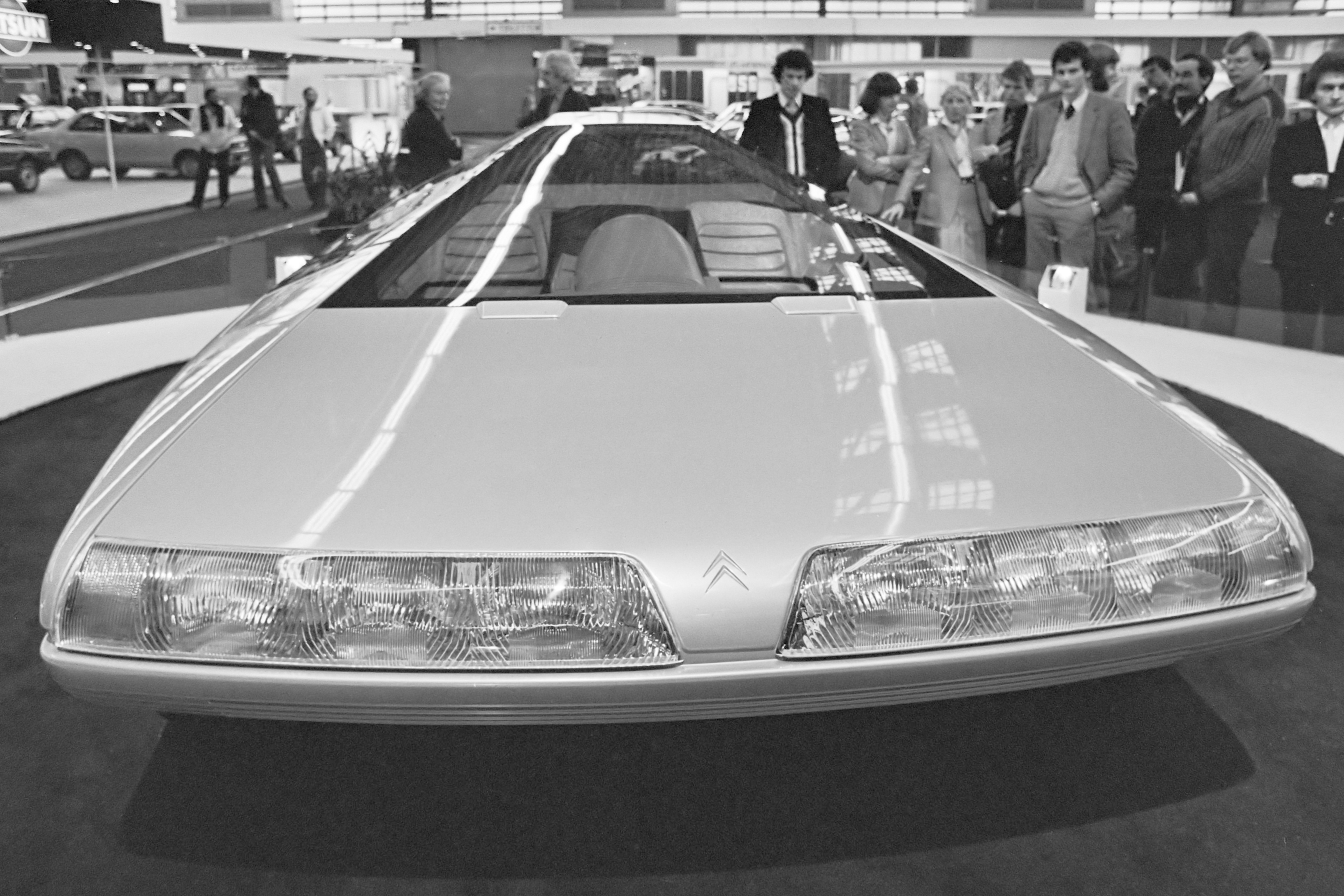
Citroën Karin
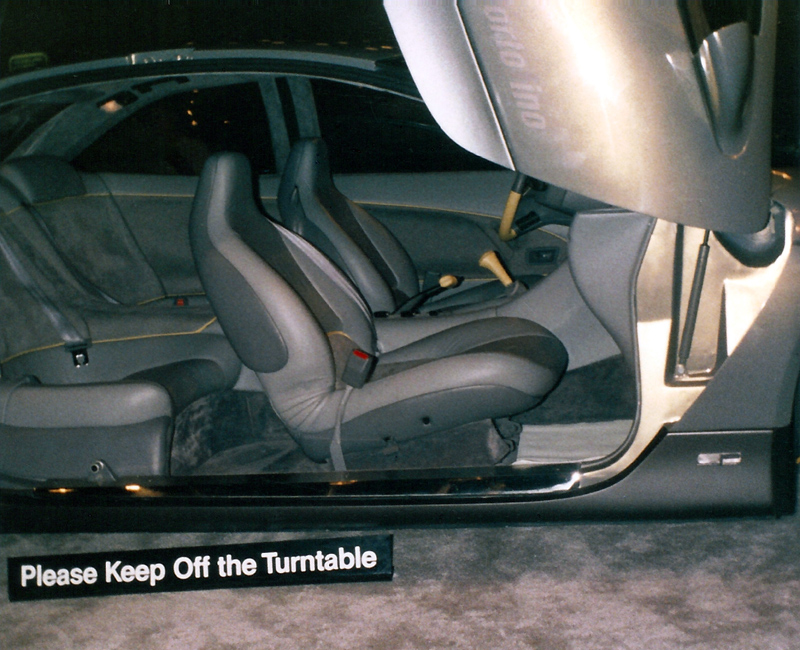
Lamborghini Portofino